# Territori dependent

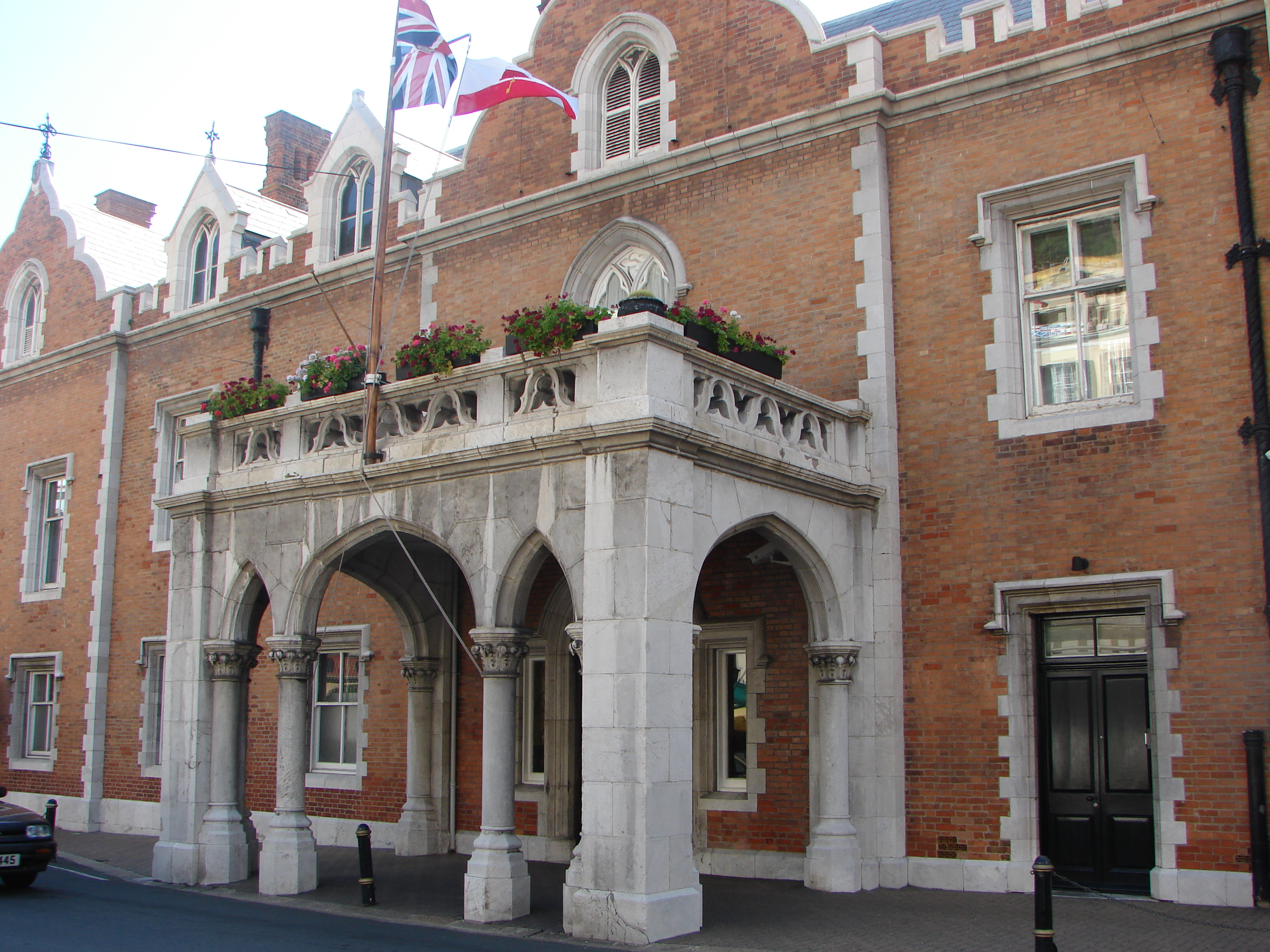
Edifici del govern de Gibraltar, un territori dependent segons l'ONU

Una dependència, àrea dependent o territori dependent és un territori que per qualsevol causa no gaudeix de total independència ni sobirania sinó que depèn d'un Estat, amb la particularitat que tampoc no gaudeix del mateix estatus que les altres unitats (regions, províncies, departaments, etc.) que formen aquest Estat. Alguns d'aquests territoris poden ser, per exemple, colònies (o antigues colònies) o terrenys deshabitats.
En el cas concret de França, per exemple, la part que es troba al continent europeu (incloent l'illa de Còrsega) es considera metròpoli mentre que la resta de territoris, a Àfrica, Amèrica i Oceania són territoris d'ultramar que de fet són dependències. Un altre exempte n'és Gibraltar, un territori dependent del Regne Unit ubicat a la península Ibèrica. L'Illa de Montserrat, al Carib, també és una dependència britànica.

## Territoris dependents segons l'ONU
L'ONU ha publicat una llista de territoris no autònoms que es va començar a preparar en 1946 d'acord amb l'article XI de la Carta de les Nacions Unides. La llista actualitzada és la dels següents setze territoris:
| Territori                                 | País                                        | Superfície (km²) | Població | Tipus de dependència                                                                                                   |
| ----------------------------------------- | ------------------------------------------- | ---------------- | -------- | --- |
| Anguila                                   | Regne Unit                                  | 91               | 12.800   | Territori Britànic d'Ultramar                                                                                          |
| Illes Bermudes                            | Regne Unit                                  | 53               | 64.482   | Territori Britànic d'Ultramar                                                                                          |
| Gibraltar                                 | Regne Unit                                  | 6,5              | 27.776   | Territori Britànic d'Ultramar reclamat per l'Estat Espanyol                                                            |
| Guam                                      | Estats Units                                | 549              | 163.941  | Àrea organitzada no incorporada                                                                                        |
| Illes Caiman                              | Regne Unit                                  | 260              | 41.934   | Territori Britànic d'Ultramar                                                                                          |
| Illes Malvines                            | Regne Unit                                  | 12.173           | 2.967    | Territori Britànic d'Ultramar reclamat per Argentina                                                                   |
| Illes Pitcairn                            | Regne Unit                                  | 47               | 46       | Territori Britànic d'Ultramar                                                                                          |
| Illes Turks i Caicos                      | Regne Unit                                  | 430              | 20.556   | Territori Britànic d'Ultramar                                                                                          |
| Illes Verges Britàniques                  | Regne Unit                                  | 153              | 22.643   | Territori Britànic d'Ultramar                                                                                          |
| Illes Verges Estatunidenques              | Estats Units                                | 352              | 124.778  | Àrea organitzada no incorporada                                                                                        |
| Illa de Montserrat                        | Regne Unit                                  | 102              | 9.341    | Territori Britànic d'Ultramar                                                                                          |
| Nova Caledònia                            | França                                      | 19.060           | 216.494  | Col·lectivitat sui generis                                                                                             |
| Samoa Americana                           | Estats Units                                | 199              | 57.881   | Área no organitzada ni incorporada                                                                                     |
| Sàhara Occidental                         | Marroc / República Àrab Sahrauí Democràtica | 266.000          | 382.617  | Territori disputat. En 1990 l'ONU va reafirmar que es resoldria amb un referèndum a la població del Sàhara Occidental. |
| Santa Helena, Ascensió i Tristan da Cunha | Regne Unit                                  | 410              | 7.460    | Territori Britànic d'Ultramar                                                                                          |
| Tokelau                                   | Nova Zelanda                                | 10               | 1.405    | Territori |

## Altres territoris autònoms o territoris amb sobirania especial
També es llisten territoris autònoms o territoris amb sobirania especial: Crimea (Ucraïna), Zanzíbar (Tanzània), etc.

### ABC
| País        | Nom                          | Situació geogràfica                 | Notes |
| ----------- | ---------------------------- | ----------------------------------- | --- |
| Alemanya    | Heligoland                   | Nord-oest d'Alemanya                | Territori amb sobirania especial                                                                                   |
| Austràlia   | Illes Ashmore i Cartier      | Oceà Índic                          | |
| Austràlia   | Illa Christmas               | Oceà Índic                          | |
| Austràlia   | Illes Cocos                  | Oceà Índic                          | |
| Austràlia   | Illes Heard i McDonald       | Oceà Índic                          | |
| Austràlia   | Illes del Mar del Corall     | Mar de Corall                       | |
| Austràlia   | Illa Norfolk                 | Oceà Pacífic                        | |
| Austràlia   | Territori Antàrtic Australià | Oceà Antàrtic                       | Tractat Antàrtic                                                                                                   |
| Austràlia   | Aborígens australians        | Austràlia                           | (anglès)Indigenous Protected Areas                                                                                 |
|             |                              |                                     | |
| Azerbaidjan | República d'Artsakh          | Transcaucàsia, entre Iran i Rússia  | País no reconegut internacionalment, república autoproclamada el 2 de setembre de 1991, antiga província autònoma. |
| Azerbaidjan | Nakhtxivan                   | Transcaucàsia, entre Turquia i Iran | Regió autònoma |

| País                 | Nom                               | Situació geogràfica                                             | Notes |
| -------------------- | --------------------------------- | --------------------------------------------------------------- | --- |
| Bòsnia i Hercegovina | Federació de Bòsnia i Hercegovina | Europa (Balcans): part sud-oest de Bòsnia i Hercegovina         | Entitat federal que cobreix de jure el territori bosnià (i admès com a tal per la comunitat internacional), que administra de facto el 51% d'aquest territori .                                                                         |
| Bòsnia i Hercegovina | República Srpska                  | Europa (Balcans): part nord-est de Bòsnia i Hercegovina         | Entitat federal que administra de facto el 48% del territori bosnià (administració admesa pels Acords de Dayton). |
| Bòsnia i Hercegovina | Districte de Brčko                | Europa (Balcans): petit districte al nord de Bòsnia-Hercegovina | Territori autònom neutral establert a l'1% del territori bosnià (administrat conjuntament per la federació de Bòsnia i Hercegovina i la República Srpska sota la supervisió de l'Alt Representant per Bòsnia i Hercegovina de les ONU). |

| País           | Nom                                     | Situació geogràfica          | Notes                                                     |
| -------------- | --------------------------------------- | ---------------------------- | --------------------------------------------------------- |
| Corea del Nord | Regió administrativa especial de Sinuij | Oest, frontera amb Xina      |                                                           |
| Corea del Nord | Kaesong                                 | Sud                          | Ciutat i zona industrial en cooperació amb Corea del Sud; |
| Corea del Nord | Kumgangsan                              | Est, costa de l'Oceà Pacífic | Àrea turística de les muntanyes Kumgang                   |

### DEF
| País      | Nom         | Situació geogràfica                     | Notes                |
| --------- | ----------- | --------------------------------------- | -------------------- |
| Dinamarca | Illes Fèroe | Oceà Atlàntic, entre Escòcia i Islàndia | Dependència autònoma |
| Dinamarca | Groenlàndia | Oceà Atlàntic, Canadà oriental          | Província autònoma   |

| País                                                        | Nom                 | Situació geogràfica                                                                                      | Notes                                         |  |
| ----------------------------------------------------------- | ------------------- | --- | --------------------------------------------- |  |
| Espanya                                                     | Ceuta               | Nord-oest del Marroc                                                                                     | Ciutat autònoma, reclamada pel Marroc         |  |
| Espanya                                                     | Melilla             | Nord-est de Marroc                                                                                       | Ciutat autònoma, reclamada pel Marroc         |  |
| Espanya                                                     | Places de sobirania | Nord-est de Marroc                                                                                       | possessions espanyoles, reclamades pel Marroc |  |
| Espanya                                                     |                     | |                                               |  |
| Estats Units                                                |                     | |                                               |  |
| Territoris insulars dels Estats Units...                    |                     | |                                               |  |
| Guam                                                        | Oceà Pacífic        | Territoris dels Estats Units                                                                             |                                               |  |
| Illes Verges dels Estats Units                              | Mar Carib           | Territoris dels Estats Units                                                                             |                                               |  |
| Illes Mariannes del Nord                                    | Oceà Pacífic        | Territoris dels Estats Units Commonwealth (Estat Lliure Associat)                                        |                                               |  |
| Puerto Rico                                                 | Grans Antilles      | Territoris dels Estats Units Commonwealth (Estat Lliure Associat)                                        |                                               |  |
| Samoa Americana                                             | Oceà Pacífic        | Territoris dels Estats Units                                                                             |                                               |  |
| ...incloses les illes perifèriques menors dels Estats Units |                     | |                                               |  |
| Illa Baker                                                  | Oceà Pacífic        | Territoris dels Estats Units no incorporats (excepte Palmira). L'illa de Navasse és reclamada per Haití. |                                               |  |
| Illa Howland                                                | Oceà Pacífic        | Territoris dels Estats Units no incorporats (excepte Palmira). L'illa de Navasse és reclamada per Haití. |                                               |  |
| Illa Jarvis                                                 | Oceà Pacífic        | Territoris dels Estats Units no incorporats (excepte Palmira). L'illa de Navasse és reclamada per Haití. |                                               |  |
| Atol Johnston                                               | Oceà Pacífic        | Territoris dels Estats Units no incorporats (excepte Palmira). L'illa de Navasse és reclamada per Haití. |                                               |  |
| Escull Kingman                                              | Oceà Pacífic        | Territoris dels Estats Units no incorporats (excepte Palmira). L'illa de Navasse és reclamada per Haití. |                                               |  |
| Illes Midway                                                | Oceà Pacífic        | Territoris dels Estats Units no incorporats (excepte Palmira). L'illa de Navasse és reclamada per Haití. |                                               |  |
| Atol Palmyra                                                | Oceà Pacífic        | Territoris dels Estats Units no incorporats (excepte Palmira). L'illa de Navasse és reclamada per Haití. |                                               |  |
| Illes Wake                                                  | Oceà Pacífic        | Territoris dels Estats Units no incorporats (excepte Palmira). L'illa de Navasse és reclamada per Haití. |                                               |  |
| Illa Navassa                                                | Mar Carib           | Territoris dels Estats Units no incorporats (excepte Palmira). L'illa de Navasse és reclamada per Haití. |                                               |  |

| País      | Nom                                     | Situació geogràfica                                 | Notes                                                                                             |
| --------- | --------------------------------------- | --------------------------------------------------- | ------------------------------------------------------------------------------------------------- |
| Filipines | Bangsamoro                              | Mar de Sulu i Mar de Cèlebes (Oceà Pacífic al nord) | Regió autònoma                                                                                    |
|           |                                         |                                                     |                                                                                                   |
| Finlàndia | Åland                                   | Mar Bàltic                                          | Estat Lliure Associat                                                                             |
|           |                                         |                                                     |                                                                                                   |
| França    | Col·lectivitat d'ultramar               | Col·lectivitat d'ultramar                           | Col·lectivitat d'ultramar                                                                         |
| França    | Saint-Barthélemy                        | Antilles                                            | Col·lectivitat d'ultramar                                                                         |
| França    | Saint-Martin                            | Antilles                                            | Col·lectivitat d'ultramar                                                                         |
| França    | Saint-Pierre-et-Miquelon                | Amèrica del Nord, davant de la costa de Canadà      | Col·lectivitat d'ultramar                                                                         |
| França    | Wallis i Futuna                         | Oceà Pacífic                                        | Col·lectivitat d'ultramar                                                                         |
| França    | Polinèsia Francesa                      | Oceà Pacífic                                        | Col·lectivitat d'ultramar                                                                         |
| França    | Nova Caledònia                          | Oceà Pacífic                                        | Comunitat sui generis país constituent de la República Francesa                                   |
| França    | Terres Australs i Antàrtiques Franceses | Oceà Índic, Antàrtida                               | Territori d'ultramar (incloent Terre Adélie, subjecte al Tractat Antàrtic)                        |
| França    | Illa Clipperton                         | Oceà Pacífic, davant de la costa de Mèxic           | Domini públic de dret públic francès sota l'autoritat directa del Govern de la República Francesa |
| França    | Dominis francesos de Santa Helena       | Oceà Atlàntic al sud, a la Santa Helena             | Propietat privada de l'Estat francès                                                              |

### G a M
| País    | Nom                                | Situació geogràfica        | Notes |
| ------- | ---------------------------------- | -------------------------- | --- |
| Geòrgia | Abkhazia                           | Transcaucàsia              | De facto País no reconegut internacionalment el 28 novembre 1991, reconegut per Rússia el 25 d'agost de 2008 i després per Nicaragua, Nauru i Veneçuela; de jure regió autònoma de Geòrgia (i considerada com a tal per la resta de la comunitat internacional).     |
| Geòrgia | Ossètia del Sud                    | Transcaucàsia              | De facto País no reconegut internacionalment el 23 de juliol de 1992, reconegut per Rússia el 25 d'agost de 2008 i després per Nicaragua, Nauru i Veneçuela; de jure regió autònoma de Geòrgia (i considerada com a tal per la resta de la comunitat internacional). |
| Geòrgia | Adjara                             | Transcaucàsia              | República Autònoma |
|         |                                    |                            | |
| Grècia  | Comunitat monàstica del Mont Athos | Mar Egea (Mar Mediterrani) | - |

| País      | Nom              | Situació geogràfica | Notes                        |
| --------- | ---------------- | ------------------- | ---------------------------- |
| Índia     | Jammu i Caixmir  | Nord de l'Índia     | Conflicte del Caixmir        |
| Índia     | Ladakh           | Nord de l'Índia     | Conflicte del Caixmir        |
| Indonèsia | Papua Occidental | Sud-est d'Indonèsia | Conflicte a Papua Occidental |
| Iraq      | Kurdistan        | Nord-oest de l'Iraq | Regió autònoma               |
| Itàlia    | Tirol del Sud    | Nord-oest d'Itàlia  | Província autònoma           |

| País     | Nom               | Situació geogràfica                             | Notes |
| -------- | ----------------- | ----------------------------------------------- | --- |
| Marroc   | Sàhara occidental | Sud del Maroc, frontal amb Algèria i Mauritània | Estat no reconeguts internacionalment; 80% del territori ocupat pel Marroc, 20% administrat pel Front Polisario                                                                   |
| Maurici  | Rodrigues         | 560 km a l'est de Maurici, a l'oceà Índic       | Illa autònoma des del 12 d'octubre de 2002 |
| Moldàvia | Transnístria      | Moldàvia oriental, fronterera amb Ucraïna       | De facto País no reconegut internacionalment de majoria de parla russa, depenent de Rússia ; de jure regió autònoma de Moldàvia (i considerada com a tal pel Dret internacional). |
| Moldàvia | Gagaúsia          | Sud de Moldàvia, fronterer amb Ucraïna          | Autoproclamada república el 1991, que va acceptar l'estatus de jure de regió autònoma.                                                                                            |

### N a P
| País         | Nom                    | Situació geogràfica                  | Notes                                                  |
| ------------ | ---------------------- | ------------------------------------ | ------------------------------------------------------ |
| Noruega      | Illa Bouvet            | Oceà Atlàntic al sud                 | Dependència deshabitada                                |
| Noruega      | Illa Jan Mayen         | Oceà Atlàntic al nord                | Territori administrat per Nordland                     |
| Noruega      | Illa Pere I            | Oceà Austral                         | Dependència deshabitada, subjecta al Tractat Antàrtic  |
| Noruega      | Arxipèlag de Svalbard  | entre l'oceà Atlàntic i l'oceà Àrtic | Territori amb sobirania especial (Tractat de Svalbard) |
| Noruega      | Terra de la Reina Maud | regió de l'Antàrtida.                | Dependència subjecta al Tractat Antàrtic               |
|              |                        |                                      |                                                        |
| Nova Zelanda | Illes Cook             | Oceà Pacífic al sud                  | Estat autònom en lliure associació                     |
| Nova Zelanda | Niue                   | Oceà Pacífic al sud                  | Estat autònom en lliure associació                     |
| Nova Zelanda | Tokelau                | Oceà Pacífic al sud                  | Territori                                              |
| Nova Zelanda | Dependència de Ross    | regió de l'Antàrtida.                | Dependència subjecta al Tractat Antàrtic               |

| País              | Nom              | Situació geogràfica                 | Notes                                                                      |
| ----------------- | ---------------- | ----------------------------------- | -------------------------------------------------------------------------- |
| Pakistan          | Azad Kashmir     | Nord-est del Pakistan               | Regió ocupada, amb un govern pro-Pakistan                                  |
| Pakistan          | Gilgit-Baltistan | Nord-est del Pakistan               | Regió annexa, al govern del Pakistan.                                      |
|                   |                  |                                     |                                                                            |
| Papua Nova Guinea | Bougainville     | Mar de Salomó (Oceà Pacífic al sud) | Regió autònoma                                                             |
|                   |                  |                                     |                                                                            |
| Països Baixos     | Aruba            | Mar Carib (Oceà Atlàntic nord)      | País constituent                                                           |
| Països Baixos     | Curaçao          | Mar Carib (Oceà Atlàntic nord)      | País constituent                                                           |
| Països Baixos     | Sint Maarten     | Mar Carib (Oceà Atlàntic nord)      | País constituent                                                           |
| Països Baixos     | Bonaire          | Mar Carib (Oceà Atlàntic nord)      | Municipi holandès amb estatus especial a les illes Països Baixos del Carib |
| Països Baixos     | Saba             | Mar Carib (Oceà Atlàntic nord)      | Municipi holandès amb estatus especial a les illes Països Baixos del Carib |
| Països Baixos     | Sint Eustatius   | Mar Carib (Oceà Atlàntic nord)      | Municipi holandès amb estatus especial a les illes Països Baixos del Carib |
|                   |                  |                                     |                                                                            |
| Portugal          | Açores           | Oceà Atlàntic al nord               | Regió autònoma Regió ultraperifèrica de la Unió Europea.                   |
| Portugal          | Madeira          | Oceà Atlàntic al nord               | Regió autònoma Regió ultraperifèrica de la Unió Europea.                   |

### R
| País       | Nom                                       | Situació geogràfica                                                                            | Notes                                                                                    |
| ---------- | ----------------------------------------- | ---------------------------------------------------------------------------------------------- | ---------------------------------------------------------------------------------------- |
| Regne Unit | Akrotiri i Dhekelia                       | Xipre                                                                                          | Bases militars sobiranes                                                                 |
| Regne Unit | Anguila                                   | Índies Occidentals                                                                             |                                                                                          |
| Regne Unit | Bermudes                                  | Amèrica del nord                                                                               |                                                                                          |
| Regne Unit | Illes Caiman                              | Índies Occidentals                                                                             |                                                                                          |
| Regne Unit | Illes Malvines                            | Oceà Atlàntic al sud                                                                           | (Falkland en anglès) reclamat per Argentina                                              |
| Regne Unit | Illes Geòrgia del Sud i Sandwich del Sud  | Oceà Atlàntic al sud                                                                           | Reclamat per Argentina                                                                   |
| Regne Unit | Gibraltar                                 | al sud de la península Ibèrica, Mar Mediterrani                                                | Reclamat per Espanya                                                                     |
| Regne Unit | Montserrat                                | Índies Occidentals                                                                             |                                                                                          |
| Regne Unit | Illes Pitcairn                            | Oceà Pacífic                                                                                   |                                                                                          |
| Regne Unit | Santa Helena, Ascensió i Tristan da Cunha | Oceà Atlàntic                                                                                  |                                                                                          |
| Regne Unit | Territori Antàrtic Britànic               | Antàrtida                                                                                      | Tractat Antàrtic                                                                         |
| Regne Unit | Territori Britànic de l'Oceà Índic        | Oceà Índic                                                                                     | base militar nord-americana                                                              |
| Regne Unit | Illes Turks i Caicos                      | Índies Occidentals                                                                             |                                                                                          |
| Regne Unit | Illes Verges Britàniques                  | Índies Occidentals                                                                             |                                                                                          |
| Regne Unit | Illa de Man                               | Dependències de la Corona. Entre Gran Bretanya i Irlanda                                       | Propietat territorial personal del sobirà britànic com a senyor o dama de l'illa de Man. |
| Regne Unit | Jersey                                    | Dependències de la Corona, Illes Anglonormandes, golf de Saint-Malo, prop de la costa francesa | Propietats territorials personals del sobirà britànic com a duc de Normandia.            |
| Regne Unit | Guernsey                                  | Dependències de la Corona, Illes Anglonormandes, golf de Saint-Malo, prop de la costa francesa | Propietats territorials personals del sobirà britànic com a duc de Normandia.            |
|            |                                           |                                                                                                |                                                                                          |
| Rússia     | Adiguèsia                                 | Caucas                                                                                         | Repúbliques autònomes                                                                    |
| Rússia     | República de l'Altai                      | Sud de Sibèria                                                                                 | Repúbliques autònomes                                                                    |
| Rússia     | Baixkíria                                 | Urals (costat europeu)                                                                         | Repúbliques autònomes                                                                    |
| Rússia     | Buriàtia                                  | Sud de Sibèria                                                                                 | Repúbliques autònomes                                                                    |
| Rússia     | Carelia                                   | Nord-oest de Rússia                                                                            | Repúbliques autònomes                                                                    |
| Rússia     | Daguestan                                 | Caucas                                                                                         | Repúbliques autònomes                                                                    |
| Rússia     | Ingúixia                                  | Caucas                                                                                         | Repúbliques autònomes                                                                    |
| Rússia     | Kabardino-Balkaria                        | Caucas                                                                                         | Repúbliques autònomes                                                                    |
| Rússia     | Kalmykia                                  | Plana del Caspi                                                                                | Repúbliques autònomes                                                                    |
| Rússia     | Karatxai-Txerkèssia                       | Caucas                                                                                         | Repúbliques autònomes                                                                    |
| Rússia     | Khakassia                                 | Sud de Sibèria                                                                                 | Repúbliques autònomes                                                                    |
| Rússia     | República de Komi                         | Rússia del nord-est d'Europa                                                                   | Repúbliques autònomes                                                                    |
| Rússia     | Marí El                                   | Rússia del nord-est d'Europa                                                                   | Repúbliques autònomes                                                                    |
| Rússia     | Mordòvia                                  | Rússia del nord-est d'Europa                                                                   | Repúbliques autònomes                                                                    |
| Rússia     | Udmúrtia                                  | Rússia del nord-est d'Europa                                                                   | Repúbliques autònomes                                                                    |
| Rússia     | Tatarstan                                 | Rússia del nord-est d'Europa                                                                   | Repúbliques autònomes                                                                    |
| Rússia     | Txuvàixia                                 | Rússia del nord-est d'Europa                                                                   | Repúbliques autònomes                                                                    |
| Rússia     | Ossètia del Nord - Alània                 | Caucas                                                                                         | Repúbliques autònomes                                                                    |
| Rússia     | Sakhà (Iakutia)                           | Sibèria oriental                                                                               | Repúbliques autònomes                                                                    |
| Rússia     | Txetxènia                                 | Caucas                                                                                         | Repúbliques autònomes                                                                    |
| Rússia     | Tuva (Tuvanie)                            | Sud de Sibèria                                                                                 | Repúbliques autònomes                                                                    |
| Rússia     | Iamàlia                                   | Nord de Sibèria                                                                                | Districtes autònoms                                                                      |
| Rússia     | Khanti-Mansi — Iugrà                      | Sibèria central                                                                                | Districtes autònoms                                                                      |
| Rússia     | Nenètsia                                  | Rússia àrtic                                                                                   | Districtes autònoms                                                                      |
| Rússia     | Txukotka                                  | Sibèria oriental (enfront d'Alaska)                                                            | Districtes autònoms                                                                      |

### S a W
| País                | Nom              | Situació geogràfica                    | Notes |
| ------------------- | ---------------- | -------------------------------------- | --- |
| Somàlia             | Somaliland       | Àfrica (Mar Roig)                      | Regió autònoma de jure, autoproclamat estat separatista de facto                                              |
| Somàlia             | Puntland         | Àfrica (Mar Roig)                      | Regió autònoma de jure, de facto territori en disputa                                                         |
|                     |                  |                                        | |
| Saint Kitts i Nevis | Nevis            | Mar Carib (Oceà Atlàntic nord)         | illa autònoma                                                                                                 |
|                     |                  |                                        | |
| São Tomé i Príncipe | Illa de Príncipe | Golf de Guinea (Oceà Atlàntic al nord) | illa autònoma                                                                                                 |
|                     |                  |                                        | |
| Sèrbia              | Kosovo           | Europa                                 | Regió autònoma el govern de la qual reclama la independència. Això ho reconeixen 104 Estats membres de l'ONU. |
| Sèrbia              | Vojvodina        | Europa                                 | Regió autònoma                                                                                                |

| País              | Nom                              | Situació geogràfica            | Notes                            |
| ----------------- | -------------------------------- | ------------------------------ | -------------------------------- |
| Tadjikistan       | Gorno-Badakhxan                  | Àsia Central                   | Regió autònoma                   |
|                   |                                  |                                |                                  |
| Tanzània          | Govern revolucionari de Zanzíbar | Àfrica (Oceà Índic)            | Govern revolucionari de Zanzíbar |
|                   |                                  |                                |                                  |
| Trinitat i Tobago | Tobago                           | Mar Carib (Oceà Atlàntic nord) | illa autònoma                    |

| País    | Nom                          | Situació geogràfica | Notes |
| ------- | ---------------------------- | ------------------- | --- |
| Ucraïna | República Autònoma de Crimea | Europa (Mar Negre)  | Regió autònoma d'Ucraïna de jure (i considerada com a tal per la comunitat internacional); república autònoma unida a Rússia el 18 de març de 2014 de facto. |

| País       | Nom            | Situació geogràfica | Notes          |
| ---------- | -------------- | ------------------- | -------------- |
| Uzbekistan | Karakalpakstan | Àsia Central        | Regió Autònoma |

| País  | Nom                               | Situació geogràfica                                 | Notes                                                                                                   |
| ----- | --------------------------------- | --------------------------------------------------- | --- |
| Xina  | Hong Kong                         | Costa del Mar de la Xina, al sud-est del país       | Regió administrativa especial                                                                           |
| Xina  | Macao                             | Costa del Mar de la Xina, al sud-est del país       | Regió administrativa especial                                                                           |
| Xina  | Mongòlia Interior                 | al nord del país, al llarg de la frontera Mongòlia. | Regió Autònoma anomenada oficialment Regió Autònoma de Nei Mongol                                       |
| Xina  | Zhuang, Regió Autònoma de Guangxi | al sud del país                                     | Regió Autònoma                                                                                          |
| Xina  | Hui, Regió Autònoma de Ningxia    | al nord del país                                    | Regió Autònoma                                                                                          |
| Xina  | Xinjiang Regió Autònoma Uigur     | a l'oest del país                                   | Regió autònoma anomenada oficialment Regió Autònoma Uigur de Xinjiang                                   |
| Xina  | rang de regió autònoma del Tibet  | al sud-oest del país                                | Regió Autònoma anomenada oficialment Regió Autònoma de Xizang - existència d'un govern tibetà a l'exili |
|       |                                   |                                                     | |
| Xipre | Nord de Xipre                     | Mar Mediterrani                                     | Països no reconeguts internacionalment amb govern pro-turc                                              |
|       |                                   |                                                     | |